# Mạc Thiếu Thông
Mạc Thiếu Thông, tên tiếng Anh là Max  Mok hay Benny Mok, có biệt danh là Đại Nhãn Tử là một nam diễn viên kiêm ca sĩ người Hồng Kông trong thập niên 80 và 90 thời kỳ hoàng kim của điện ảnh Hồng Kông. Anh từng ghi giấu ấn tên tuổi bằng nhiều tác phẩm điện ảnh đình đám như: Người thái giám cuối cùng (1988)  , Loạt phim Hoàng Phi Hồng (phần II, III, IV và V) trong vai Lương Khoan (từ 1992 đến 1994), Tình anh thợ cạo (1988)  ,  Võ lâm thánh hỏa lệnh (1983) , Long gia tộc (1988)  ,Nỗi niềm trẻ mồ côi (1989)  , Quần Long Hý Phụng (1989)  ,  Trà lầu Long Phụng (1990) , Đái tử hồng lang (1991) ... Trong lĩnh vực ca hát, với vai trò ca sĩ, anh cũng đã phát hành 5 album và sở hữu nhiều bản hit tại làng nhạc Hồng Kông, Đài Loan trong thập niên 90. Anh cũng từng hợp tác với điện ảnh Việt Nam trong bộ phim hành động  Kế hoạch 99(2000)   của nhà sản xuất phim Lý Huỳnh, đóng cùng Lê Tư và Lý Hùng.

## Tiểu sử gia đình
Mạc Thiếu Thông sinh ngày 02 tháng 12 năm 1962 tại Hong Kong, nguyên quán tại quận Tam Thủy, thành phố Phật Sơn, tỉnh Quảng Đông, Trung Quốc. Thời niên thiếu, anh từng theo học tại trường trung học Cao Lôi (ở phố Phúc Toàn, khu Tai Kok Tsui, Hồng Kông). Mạc Thiếu Thông lớn lên trong gia đình đơn thân, vì cha mẹ ly dị từ khi anh còn bé, nên anh chỉ sống cùng mẹ. Từ nhỏ Mạc Thiếu Thông mong muốn trở thành cảnh sát nên anh đã bắt đầu tập luyện Kung fu từ khi mới lên cấp 2 (12 tuổi) và đã ghi danh vào Học viện cảnh sát Hong Kong nhưng bị cha anh phản đối vì đó là một công việc vất vả và nguy hiểm. Cuối cùng anh đã từ bỏ giấc mơ trở thành cảnh sát và chuyển hướng sang gia nhập ngành giải trí.  Gia đình anh có hai anh em trai, hai người cách nhau 10 tuổi . Sau khi cha qua đời, anh trở thành chủ kinh tế của gia đình, gia nhập làng giải trí từ năm 18 tuổi để giúp đỡ mẹ và nuôi em trai ăn học ở nước ngoài. Hiện em trai anh đang sống ở Los Angeles, Hoa Kỳ, còn mẹ thì đang sống ở Hồng Kông, còn bản thân anh đang định cư tại Canada cùng với con gái là Mạc Chỉ Yên.

## Sự nghiệp

### Thập niên 80ː bước chân vào làng giải trí và sự nghiệp trải thảm đỏ
Mạc Thiếu Thông gia nhập làng giải trí từ năm 1979 nhưng ban đầu gia đình chỉ chấp nhận  cho anh xin làm thư ký của một công ty giải trí. Không lâu sau, đến tháng 4 năm 1980, anh tình cờ tham gia cuộc thi tìm kiếm tài năng mang tên "Tuệ Nhãn Thức Tân Tinh" trong vòng 3 tháng do Đài truyền hình Á Châu (ATV) tổ chức, nhờ có biểu hiện tốt và ngoại hình đẹp, sau khi cuộc thi kết thúc vào tháng 7 cùng năm đó anh đã được ký hợp đồng với đài truyền hình với thời hạn 2 năm. Ngay trong năm đó, anh đã có được vai diễn nặng ký đầu tiên trong bộ phim truyền hình cổ trang "Võ Hiệp Đế Nữ Hoa" được chuyển thể từ vở kịch Quảng Đông cùng tên, hợp tác với các tên tuổi hàng đầu lúc bấy giờ nhưː Lưu Tùng Nhân, Khương Đại Vệ, Mễ Tuyết, trong phim anh đóng vai Tả Vân Linh. Năm 1981, anh tiếp tục tham gia trong một số dự án truyền hình ăn khách bao gồmː "Khi IQ trưởng thành" (vai Cố Diệu Huy); "24 hương vị ngọt ngào" (hợp tác cùng Trương Quốc Vinh) trong vai nam sinh Lý Nhất Nam (Yor).....
Đến năm 1982, sau khi hết hạn hợp đồng với ATV, anh ký hợp đồng với hãng phim Thiệu thị huynh đệ, bắt đầu sự nghiệp đóng phim màn ảnh rộng. Nhờ ngoại hình sáng và khả năng diễn xuất tốt anh được hãng này tích cực lăng xê với nhiều vai diễn chính. Năm 1983, anh đóng vai Doãn Thiên Thù trong bộ phim  Võ Lâm Thánh Hỏa Lệnh , ngay lập tức đã nổi tiếng và gây chú ý với truyền thông và khán giả yêu điện ảnh lúc bấy giờ. Thành công của bộ phim giúp anh được đề cử và thắng giải Nam diễn viên mới xuất sắc nhất tại Giải thưởng Điện ảnh Hồng Kông lần thứ 3 (tức Giải Kim Tượng Hồng Kông) khi chỉ mới 21 tuổi.
Sau đó, anh liên tiếp góp mặt trong nhiều dự án điện ảnh đình đám chẳng hạn nhưː Journey of the Doomed (1985), Magic Crystal (1986) đóng cùng Lưu Đức Hoa và đả nữ Cynthia Rothrock....  Đặc biệt, tác phẩm đưa anh lên đỉnh cao là Người Thái Giám Cuối Cùng (tựa tiếng Anhː Last Eunuch in China) sản xuất vào năm 1988. Đây là bộ phim kể về vị thái giám cuối cùng của triều đại nhà Thanh Lưu Lai Hỷ, do Trương Chí Lương đạo diễn, nhà sản xuất của bộ phim là ngôi sao võ thuật Hồng Kim Bảo. Thành công của bộ phim giúp tên tuổi anh lên như diều gặp gió và nhanh chóng được đề cử cho Hạng mục Nam diễn viên chính xuất sắc nhất tại các Giải thưởng điện ảnh uy tín nhưː Giải Kim Mã của Đài Loan lần thứ 24 và Giải thưởng Điện ảnh Hồng Kông lần thứ 8 vào năm 1989 cho vai diễn Thái giám Lai Hỷ.
Kể từ sau thành công của vai diễn thái giám Lai Hỷ, danh tiếng của Mạc Thiếu Thông lại càng lên cao và trở thành ngôi sao hạng A được nhiều khán giả yêu thích tại khu vực Châu Á. Anh cũng là lựa chọn hàng đầu của nhiều đạo diễn nổi tiếng trong làng điện ảnh Hong Kong, trung bình mỗi năm anh đóng khoảng 6-10 phim.  Anh liên tục tham gia nhiều dự án điện ảnh đình đám nhưː Tình Anh Thợ Cạo (1988) đóng cùng Trương Mẫn, Châu Tinh Trì, Trương Học Hữu (tựa gốcː Chàng Rể Tốt Nhất); Long Gia Tộc (1988) cùng với Lưu Đức Hoa và Đàm Vịnh Lân; Nỗi Niềm Trẻ Mồ Côi (1989) cùng với Lưu Đức Hoa và La Mỹ Vy (tựa gốcː Nhân Hải Cô Hồng); Trung nghĩa quần anh (1989) với Lương Triều Vỹ, Trịnh Thiếu Thu,Quần Long Hý Phụng (1989) với Hồng Kim Bảo, Viên Khiết Doanh ...
Song song với sự nghiệp đóng phim điện ảnh thì Mạc Thiếu Thông cũng tham gia một số dự án truyền hình tại Đài Loan, Hong Kong theo dạng ký hợp đồng từng đầu phim như Hiệp Khách Hành (1985), Phong Diệp Minh (1985), Phượng Hoàng Lửa (1986), Vòng Tròn Huynh Đệ (1987), Ân Oán Giang Hồ (1988)... và tham gia các talkshow và gameshow của đài TVB, trong đó Hiệp Khách Hành là tác phẩm truyền hình tiêu biểu của anh, phim ra mắt đã được khán giả tại Đài Loan đón nhận nồng nhiệt, hình tượng Thạch Phá Thiên hoạt bát, lanh lợi khiến khán giả rất thích thú.

### Thập niên 90: sự nghiệp điện ảnh tiếp tục thăng hoɑ & lấn sân nghiệp cầm ca
Trong thập niên 90, tên tuổi của Mạc Thiếu Thông vẫn giữ được sức nóng với nhiều fan hâm mộ khi anh liên tiếp tham gia các dự án phim ăn khách như: Tráng Chí Hào Tình(1990) (tựa tiếng  Whampoa Blues) anh vào vai một sinh viên của Học viện Quân sự Đài Loan; Duy Ngã Độc Tôn (1990) (tựa tiếng Anhː An Eye for an Eye, hay còn có tựa là Huyết Tẩy Hồng Hoa Đình ) đóng cặp cùng đệ nhất mỹ nhân Vương Tổ Hiền; Đái Tử Hồng Lang (1991) (tựa tiếng Anhː  Son on the Run) của đạo diễn Trần Mộc Thắng hợp tác với Ngô Mạnh Đạt, La Mỹ Vy trong vai người bố trẻ nỗ lực giành quyền nuôi con; Trà lầu Long Phụng (1990) cùng với Châu Tinh Trì, Ngô Mạnh Đạt; Anh Hùng Xa Lộ (1991) cùng Trương Học Hữu, Lý Lệ Trân (1991); Người Thái Giám Cuối Cùng 2: Cáo Biệt Tử Cấm Thành (1992)... Trong giai đoạn hoàng kim của sự nghiệp, Mạc Thiếu Thông không chỉ là nam thần tượng được giới trẻ ưa thích nhờ vẻ ngoài điển trai và tài năng diễn xuất mà khả năng kungfu của anh còn thuộc hàng thượng thừa, anh được giới báo chí bình chọn là một trong những ngôi sao có màn trình diễn võ thuật đẹp mắt nhất khi những thế võ của anh luôn dứt khoát và mạnh mẽ. Đặc biệt, Mạc Thiếu Thông còn là một trong những diễn viên hành động hiếm hoi có khả năng tự thực hiện những cảnh quay mạo hiểm mà không cần người đóng thế. Chẳng hạn như trong bộ phim hài hành động Trà lầu Long Phụng, anh đã đích thân thực hiện những pha hành động mạo hiểm, anh đã nhảy từ nhà cao tầng xuống và bị thương nặng ở cột sống thắt lưng phải tĩnh dưỡng hai năm, còn trong bộ phim Nỗi Niềm Trẻ Mồ Côi, thì đích thân anh thực hiện cảnh đu dây nhảy từ tầng 6 xuống mặt đất suýt nữa bị văng ra khỏi tán cây.
Kể từ năm 1992, anh đóng vai Lương Khoan, đệ tử của Hoàng Phi Hồng trong loạt phim về Hoàng phi Hồng (tựa tiếng AnhːOnce Upon A Time In China) của đạo diễn nổi tiếng Từ Khắc, hợp tác với Lý Liên Kiệt, Quan Chi Lâm, Chân Tử Đan....thay thế cho diễn viên kungfu Nguyên Bưu ở phần 1.  Vai diễn này đã đưa anh lên đỉnh cao mới trong sự nghiệp điện ảnh. Anh tham gia loạt phim điện ảnh đình đám này từ phần 2 đến phần 5 kể từ năm 1992 đến năm 1994 bao gồm: Hoàng Phi Hồng II: Nam nhi đương tự cường (1992); Hoàng Phi Hồng III: Sư vương tranh bá (1993); Hoàng Phi Hồng IV: Vương giả chi phong (1993) và Hoàng Phi Hồng V: Long thành tiêm bá (1994). Trong đó, vai diễn Lương Khoan trong Hoàng Phi Hồng II: Nam nhi đương tự cường (1992) đã giúp anh nhận được đề cử tại nhiều giải thưởng điện ảnh uy tín và giành được giải thưởng điện ảnh Kim Mã Đài Loan lần thứ 29  cho hạng mục Nam diễn viên phụ xuất sắc nhất.
Cũng trong giai đoạn này, anh bắt đầu lấn sân sang lĩnh vực ca hát trở thành ca sĩ solo và đã phát hành 5 album kể từ năm 1992 đến 1995 bao gồm:  半个情人  (Một nửa tình nhân) (1992),  還是愛妳  ( Vẫn còn yêu em ) (1993),  與你相逢  ( Tương phùng cùng em ) (1994),  牽絆一生的愛  ( Tình yêu một đời ) (1994) &  你在九月离开  ( Em ra đi vào tháng 9 )(1995). Mặc dù không đạt được thành công rực rỡ như sự nghiệp điện ảnh, nhưng với vai trò ca sĩ Mạc Thiếu Thông cũng được khán giả rất yêu thích với nhiều bản hit tại các bảng xếp hạng âm nhạc và thu về một lượng fan hâm mộ không hề nhỏ khi phát hành các album nhạc. Hai bản hit nổi tiếng nhất của Mạc Thiếu Thông là: Tương Phùng Cùng Em và Một Nửa Tình Nhân.
Khoảng thời gian từ 1994 đến 1999, Mạc Thiếu Thông vẫn đều đặn đóng phim điện ảnh lẫn truyền hình cũng như tham gia các show truyền hình. Trong năm 1994, các dự án điện ảnh nổi bật của anh bao gồmː Hỏa Vân Tà Thần đóng cùng Lâm Thanh Hà, Ngô Quân Như... và How Deep Is Your Love hợp tác cùng Dương Thái Ni, Ngô Thanh Liên... Ngoài ra, anh còn tham gia đóng chính bộ phim truyền hình về đề tài tâm lý xã hội Thời đại phụ tử mới của TVB, hợp tác với các diễn viên:  Lương Tiểu Băng, Huỳnh Nhật Hoa, Trương Quốc Cường...vào vai Lý Thế Dân, bộ phim này rất được yêu thích tại nhiều quốc gia Châu Á bao gồm Việt Nam trong thập niên 90. Đến năm 1999, anh đã nhận lời tham gia dự án phim điện ảnh của Việt Nam Kế hoạch 99 (hay còn có tên gọi là Lưới Trời Lồng Lộng) của nhà sản xuất Lý Huỳnh, đóng cùng Lê Tư và diễn viên Việt Nam Lý Hùng. Sự kiện này đã  trở thành"một cú nổ bom" đối với người hâm mộ và giới truyền thông vào thời điểm lúc đó. Cát sê cho 4 ngày quay tại Việt Nam lúc đó là khoảng hơn 100 ngàn đô la Mỹ, thái độ làm việc của anh được đánh giá là vô cùng chuyên nghiệp và thân thiện.

### Thập niên 2000-nayː sự nghiệp xuống dốc vì tai tiếng đời tư
Từ đầu thập niên 2000, do dính phải scandal ruồng bỏ con trai ruột sau khi chia tay nữ diễn viên Hồng Hân, nên hình ảnh của Mạc Thiếu Thông bị ảnh hưởng tại Hong Kong . Anh phải chuyển hướng sang thị trường Trung Quốc đại lục để phát triển sự nghiệp. Anh bắt đầu tham gia đóng một số phim truyền hình tại đây như: Đại túy hiệp(2001), Thiên hạ kỳ mưu(2004), Nhất Giang Xuân Thủy (2005),  Hoàng Phi Hồng và Ngũ đại đệ tử (2006).... và tham gia một số vai khách mời trong các phim điện ảnh Hong Kong nhưː Star Runner(2003), Love Is a Many Stupid Thing (2004), Run Papa Run (2008)... Mặc dù anh cũng đạt được một số thành tựu nhất định nhưng tên tuổi không thể quay lại thời hoàng kim như trong thập niên 80,90 tại thị trường Hong Kong.
Cho đến năm 2011, sự nghiệp đóng phim của anh bị chặn đứng khi dính phải scandal sử dụng cần sa. Kể từ đó anh gần như biến mất khỏi làng giải trí. Sau đó, anh chuyển qua đảm nhận vai trò đạo diễn phim tài liệu ngắn "A Man's Marathon" và phim tài liệu dài tập "Persistence and Dream". Tuy vậy, vào đầu năm 2012, bộ phim Just Try Me do Mạc Thiếu Thông đóng chính đã lọt vào danh sách rút gọn tại Liên hoan phim New York 2012 cho hạng mục Phim hay nhất. Năm 2016, anh sản xuất và viết kịch bản cho bộ phim kinh dị Khoái Tiên (tựa tiếng Anhː The Curse of Chopsticks).
Những năm gần đây, anh chuyển hướng sang kinh doanh và mở tiệm trà tại Bắc Kinh và đi hát tại một số tụ điểm nhỏ lẻ để kiếm tiền do khó khăn về kinh tế, thỉnh thoảng tham gia đóng chính vài dự án điện ảnh tại Trung Quốc Đại Lục bao gồmː Ác Linh Chi Môn (2016),  Cổ Mộ Thú Ảnh (2018), The Ancient City of Loulan (2022)...

## Đời tư

### Đời sống tình cảm
Mạc Thiếu Thông có đời sống cá nhân khá phức tạp và gây nhiều tranh cãi. Năm 1982, anh dự định kết hôn với nữ diễn viên của đài ATV Tịnh Tử nhưng sau đó lại không thành.  Sau đó, năm 1988 anh hẹn hò với nữ diễn viên mang hai dòng máu Nhật Trung Anna Ueyama sau khi hợp tác chung trong bộ phim hành động Blood Call. Đến năm 1993, anh hẹn hò với nữ hoàng phim khiêu dâm Trần Bảo Liên nhưng sau 2 năm thì chia tay . Đến năm 1996, anh bắt đầu hẹn hò với nữ diễn viên Hồng Hân khi gặp nhau lần đầu tiên tại phim trường bộ phim Vong mệnh thiên nhai (Bí Mật Tường Hạt Phủ). Ban đầu Hồng Hân đã giấu nhẹm chuyện cô đã kết hôn với một tỷ phú Hong Kong.Sau đó, Hồng Hân ly dị để chính thức đến với Mạc Thiếu Thông. Tuy nhiên, sau 4 năm bên nhau, vào đầu thập niên 2000, hai người đã chính thức đường ai nấy đi vì tính cách không hợp, nhưng cả hai lại có chung với nhau một cậu con trai tên Mạc Cao Liêm (sau này đổi tên thành Trương Cao Liêm) ra đời vào ngày 24 tháng 8 năm 2000. Nhưng thời điểm đó anh nhất quyết không nhận con và không muốn kết hôn với Hồng Hân, hành động tuyệt tình của anh khiến nhiều fan hâm mộ cảm thấy thất vọng, sự việc ảnh hưởng nghiêm trọng đến hình tượng tốt đẹp anh từng gây dựng, sự nghiệp của anh cũng lao dốc từ sau scandal này. Đến ngày 10 tháng 9 năm 2016, trên mạng xã hội weibo, anh đã đăng bức ảnh anh và mẹ đang bồng con trai lúc mới sinh, anh cho biết chính Hồng Hân mới là người chủ động chia tay và không cho anh gặp con trong nhiều năm qua.
Năm 2011, Mạc Thiếu Thông kết hôn với một phụ nữ trẻ,  nhỏ hơn anh 25 tuổi quê ở Đại Liên, Trung Quốc tên Tôn Vân Linh, có chung với nhau một cô con gái tên Mạc Chỉ Yên (sinh năm 2011) . Nhưng sau 5 năm, đến năm 2016, anh và vợ tuyên bố ly hôn và anh nhận toàn quyền nuôi con gái. Tuy vậy, vào ngày 07 tháng 08 năm 2023 anh đã chính thức lên tiếng bác bỏ tin đồn này và khẳng định mình vẫn đang sống hạnh phúc cùng vợ và con gái ở Bắc Kinh.

### Scandal sử dụng ma túy
Ngày 17 tháng 4 năm 2011, Mạc Thiếu Thông bị bắt tại nhà riêng ở Quận Triều Dương, Bắc Kinh, Trung Quốc. Vụ việc này đã gây chấn động làng giải trí Hoa Ngữ lúc bấy giờ.Anh khai với phía cảnh sát là anh không nghiện ma túy, vì nể bạn nên mới dùng thử.   Mạc Thiếu Thông bị tạm giam 14 ngày, sau đó anh trở về Hong Kong để tổ chức họp báo. Vào ngày 9 tháng 5 năm 2011, anh tổ chức họp báo tại Hong Kong, đứng trước ống kính của truyền thông, anh thừa nhận lỗi lầm của mình cầu xin sự tha thứ nhưng không được khán giả bỏ qua. Kể từ đó, Mạc Thiếu Thông bị liệt vào danh sách đen của các nhà làm phim Hong Kong, sự nghiệp đóng phim bị đóng băng, anh phải rút lui khỏi giới điện ảnh.

## Quan điểm chính trị; tín ngưỡng tôn giáo & hoạt động thiện nguyện
Mạc Thiếu Thông từng tham gia sự kiện " Hòa nhạc ủng hộ nền dân chủ Trung Quốc 1989 " (Concert For Democracy In China) cùng các nghệ sĩ đình đám khác của Hong Kong nhưː Châu Nhuận Phát, Lưu Đức Hoa, Mai Diễm Phương, Đặng Lệ Quân... để ủng hộ phong trào dân chủ của Trung Quốc tại Bắc Kinh vào năm 1989.
Mạc Thiếu Thông là người theo đạo Phật và có niềm tin vào tín ngưỡng Phật giáo kể từ năm 1987 sau khi thoát chết trong gang tất trong một lần đua xe trái phép tại Vịnh Thanh Thủy nhờ vào lá bùa hộ mệnh giấu trong ví. Năm 2003, Mạc Thiếu Thông đã đến các vùng xa xôi ở Tây Tạng và dành 7 năm để quay bộ phim tài liệu dài tập "Nhật ký tâm linh và giấc mơ của Thiếu Thông", bộ phim đã ghi chép lại hành trình của Mạc Thiếu Thông tìm hiểu về văn minh Phật giáo tại Tây Tạng, Thanh Hải và nhiều nơi khác.
Mặc dù có đời tư tranh cãi, nhưng Mạc Thiếu Thông lại là một trong những nghệ sĩ hoạt động từ thiện tích cực nhất của làng giải trí Hong Kong. Anh tự lập quỹ từ thiện mang tên mình và đã đi đến nhiều vùng xa xôi hẻo lánh tại Trung Quốc, Châu Phi... để tham gia công tác tình nguyện.
Vào tháng 4 năm 2010, trận động đất Ngọc Thụ đã xảy ra ở tỉnh Thanh Hải, Mạc Thiếu Thông đã thành lập đội cứu trợ thiên tai mang tên "Shao Cong Caring Care Action",anh đã mời nhiều ngôi sao Hồng Kông cùng đến các vùng thiên tai để phân phát hàng hóa cứu trợ.  Hoạt động của đội cứu trợ vẫn đang diễn ra cho đến ngày nay, nhưng phạm vi không chỉ giới hạn ở Trung Quốc Đại Lục.

## Những phim đã tham gia

### Điện ảnh
| Năm  | Tên phim (Hoa/Anh/Việt)                                                                                                  | Vai diễn                      | Ghi chú         |
| ---- | --- | ----------------------------- | --------------- |
| 1983 | 妖魂 / The Enchantress / Yêu Hồn                                                                                         | Phụng Thê Ngô                 |                 |
| 1983 | 清宮啟示錄/ The Lady Assassin/ Thanh Cung Khải Thị Lục                                                                   | Thập tứ hoàng tử              |                 |
| 1983 | 封神劫/ Usurpers of Emperor's Power/ Sóng gió Hoàng triều                                                                | Thái tử Triệu Đức Chiêu       |                 |
| 1983 | 武林聖火令/ Holy Flame of the Martial World/ Võ Lâm Thánh Hỏa Lệnh                                                       | Doãn Thiên Thù                |                 |
| 1984 | 霹靂雷電/ Thunderclap/ Phích Lịch Lôi Điện                                                                               | Thạch Xuân                    |                 |
| 1985 | 錯體人/ My Mind, Your Body / Thố Thê Nhân                                                                                | Lôi Tiểu Phong                |                 |
| 1985 | 水兒武士/ Journey of the Doomed/ Thủy Nhi Võ Sĩ                                                                          | Yến Thập Tam                  |                 |
| 1986 | 魔翡翠/ Magic Crystal/ Viên Ngọc Thần Kỳ                                                                                 | Nhân viên cảnh sát Interpol   |                 |
| 1987 | 東方禿鷹/ Eastern Condors/ Phi Ưng Phương Đông                                                                           | binh lính                     | khách mời       |
| 1988 | 江湖接班人/ Hero of Tomorrow/ Giang Hồ Kế Nhân                                                                           | Ô Nha/ Dương Thiên Thuận      |                 |
| 1988 | 龍之家族/ The Dragon Family/ Long Gia Tộc                                                                                | Long Gia Thông                |                 |
| 1988 | 黑心鬼/ Three Wishes/ Quỷ Tâm Đen                                                                                        | Trần Tinh Thần                |                 |
| 1988 | 中國最後一個太監/ Lai Shi, China's Last Eunuch/ Người Thái Giám Cuối cùng                                                | Lưu Lai Hỷ                    |                 |
| 1988 | 血CALL機/ Blood Call | Hùng Tử                       |                 |
| 1988 | 最佳女婿/ Faithfully Yours/ Anh Chàng Rể Quý(Tình Anh Thợ Cạo)                                                           | Đại Nhãn/ Kỷ Hạo Nhân         |                 |
| 1989 | 飛越危牆/ Close Escape/ Thoát Hiểm Trong Gang Tấc                                                                        | Trần Vỹ Lương                 |                 |
| 1989 | 省港旗兵第三集 /Long Arm of the Law Part 3 /Hương Cảng Kỳ Binh Phần 3                                                    | Kê Tâm                        |                 |
| 1989 | 沖天小子 / Path of Glory/ Xung Thiên Tiểu Tử (Đường Đến Vinh Quang)                                                      | Stanley Đặng Thanh Dương      |                 |
| 1989 | 少女心 / Hearts No Flowers/ Tâm Thiếu nữ                                                                                 | Paul Phan An Đạt              |                 |
| 1989 | 群龍戲鳳 / Pedicab Driver/ Quần Long Hý Phụng                                                                            | Đường Mạch Nha / Kẹo Mạch Nha |                 |
| 1989 | 忠義群英 / Seven Warriors/ Trung nghĩa quần anh                                                                          | A Dũng                        |                 |
| 1989 | 小小小警察 / Little Cop/ Tiểu tiểu tiểu Cảnh sát                                                                         | Ngô Trường Tiến               | khách mời       |
| 1989 | 人海孤鴻/ City Kids/ Nhân Hải Cô Hồng (Nỗi Niềm Trẻ Mồ Côi)                                                              | Lâm Sơ Tam (Lâm Xán Sơn)      |                 |
| 1989 | 鬼媾人/ Ghost Fever/ Quỷ Cấu Nhân                                                                                        | Đệ Hứa Sàm                    | khách mời       |
| 1989 | 福祿雙星/ Lucky Star/ Ngôi sao may mắn                                                                                   | Dư Tài                        | khách mời       |
| 1990 | 龍鳳茶樓 / Lung Fung Restaurant /Trà Lầu Long Phụng                                                                      | Trình Á Long                  |                 |
| 1990 | 最佳賊拍檔 / The Outlaw Brothers/ Tối Giai Tặc Phách Đương                                                               | Bond / Bang                   |                 |
| 1990 | 越軌行動 /That's Money / Việt Quỹ Hành Động                                                                              |                               |                 |
| 1990 | 無悔行動 /Never Say Regret / Vô Hối Hành Động                                                                            | Jimmy                         |                 |
| 1990 | 富貴兵團 /The Fortune Code / Binh Đoàn Phú Quý                                                                           | Tiểu Đản Tháp                 | khách mời       |
| 1990 | 壯志豪情 /Whampoa Blue / Tráng Chí Hào Tình                                                                              | Lạc Ưng Thông                 |                 |
| 1990 | 血洗洪花亭 /An Eye for an Eye / Huyết Tẩy Hồng Hoa Đình (Nợ Máu Trả Máu/ Duy Ngã Độc Tôn)                                | Chung Thu Nguyệt              |                 |
| 1990 | 無名家族 /Family Honor / Gia đình Vô danh                                                                                | Thông                         | khách mời       |
| 1990 | 喋血江湖 /No Way Back / Điệp Huyết Giang Hồ                                                                              | Lý Chính Cương                |                 |
| 1991 | 馬路英雄/ Off Track/ Anh Hùng Mã Lộ                                                                                      | Tổ                            |                 |
| 1991 | 禿鷹檔案/ Mission of Condor/ Thốc Ưng Đương Án                                                                           | Châu Hoành (Steven)           |                 |
| 1991 | 帶子洪郎/ Son on the Run/ Đái Tử Hồng Lang                                                                               | Hồng Long/ A Hồng             |                 |
| 1992 | 積奇瑪莉/ Sisters in Law / Tích Kỳ Mã Lợi                                                                                | Từ Đông                       | Khách mời       |
| 1992 | 油尖少爺/ Night Life Hero / Du Tiêm Thiếu Gia                                                                            | Châu Thông                    |                 |
| 1992 | 黃飛鴻之二男兒當自強 /Once Upon a Time in China II /Hoàng Phi Hồng II: Nam nhi đương tự cường (1992)                     | Lương Khoan                   |                 |
| 1992 | 夏日情人/ Summer Lover / Tình Nhân Mùa Hạ                                                                                | Thông                         |                 |
| 1992 | 中國最後一個太監第二章告別紫禁城 /The Twilight of the Forbidden City /Người Thái Giám Cuối Cùng 2ː Cáo Biệt Tử Cấm Thành | Lưu Lai Hỷ                    |                 |
| 1993 | 證人 /Secret Signs /Nhân Chứng                                                                                           | Dung Vĩnh Kim                 |                 |
| 1993 | 劍奴/Slave of the Sword /Kiếm Nô Truyền Kỳ                                                                               | Lý Công Công                  |                 |
| 1993 | 黃飛鴻之三獅王爭霸/ Once Upon a Time in China III /Hoàng Phi Hồng III: Sư vương tranh bá                                 | Lương Khoan                   |                 |
| 1993 | 黃飛鴻之四王者之風 / Once Upon a Time in China IV /Hoàng Phi Hồng IV: Vương giả chi phong                                | Lương Khoan                   |                 |
| 1993 | 馬路天使/ Angel of the Road/ Mã Lộ Thiên Sứ                                                                              | Minh                          |                 |
| 1993 | 刺客新傳之殺人者唐斬 /The Assassin / Sát Thủ Thần Thám                                                                   | Vương Khấu                    |                 |
| 1993 | 走上不歸路/No Regret,No Return / Tẩu Thượng Bất Quy Lộ                                                                   | Vi Đạt                        |                 |
| 1994 | 愛的種籽/ Fait Accompli / Hạt Giống Tình Yêu                                                                             | Hoàng Tuấn Vệ                 |                 |
| 1994 | 燈籠 / Lantern / Đèn Lồng                                                                                                | Trương Phong                  |                 |
| 1994 | 黃飛鴻之五龍城殲霸/ Once Upon a Time in China V / Hoàng Phi Hồng V: Long thành tiêm bá                                   | Lương Khoan                   |                 |
| 1994 | 地下賭王/ Gambling Baron / Địa Hạ Đổ Vương                                                                               | Trần Tông                     |                 |
| 1994 | 霓紅光管高高掛女子公寓 / How Deep Is Your Love / Ánh Đèn Neon Trong Căn Hộ Nữ (Mối Tình Sâu Xa)                          | Joe                           |                 |
| 1994 | 火雲傳奇/ Fire Dragon/Hỏa Vân Tà Thần                                                                                    | Huyền Minh                    |                 |
| 1995 | 燃情男狙擊/ Heart of Killer/ Nhiên Tình Nam Thư Kích (Trái Tim Sát Thủ)                                                  | Củng Quân                     |                 |
| 1996 | 危險任務/ Dangerous Duty / Nhiệm Vụ Nguy Hiểm                                                                            | A Thông                       |                 |
| 1997 | 借錢專家/ Top Borrower / Tá Tiền Chuyên Gia                                                                              |                               |                 |
| 1997 | 囍氣逼人 / Happy Together / Hỷ Khí Bức Nhân                                                                              | Châu Lực Bình                 |                 |
| 1998 | 魑魅魍魎 /Nightmare Zone / Yêu Ma Quỷ Quái                                                                               | Simon Chu/Ho Sun              |                 |
| 1999 | 醫神 / The Doctor in Spite of Himself / Thần Y                                                                           | Bạch Dương                    | Khách mời       |
| 1999 | 黃金惡夢 /The Golden Nightmare / Cơn Ác Mộng Vàng                                                                        | Lý Quốc Văn                   |                 |
| 2000 | 一步一滴血 / One Drop of Blood Per Step / Kế Hoạch 99 (Lưới Trời Lồng Lộng)                                              | La Cát                        |                 |
| 2000 | D7特警 /D7 SDU |                               |                 |
| 2000 | 浪漫鎗聲 /Romancing Bullet                                                                                               | AK                            |                 |
| 2001 | 新漫画小子 / A New Cartoon Boy/ Tân Mạn Họa Tiểu Tử                                                                      | Đường Kính                    |                 |
| 2001 | 英雄未路 / The End of Hero / Anh Hùng Đường Cùng                                                                         | Vân                           |                 |
| 2002 | 豹在江湖之復仇 / Revenge / Báo thù                                                                                       | A Tuấn                        |                 |
| 2002 | 古惑線人 / Crazy Guy / Cổ Hoặc Tuyến Nhân (Anh Chàng Điên Rồ)                                                            |                               |                 |
| 2003 | 走投無路 / No Place to Go                                                                                                |                               |                 |
| 2003 | 少年阿虎 / Star Runner / Thiếu Niên A Hổ                                                                                 | Bullshit Bill                 | Khách mời       |
| 2004 | 不可抗拒的任務 / Resistless Mission / Nhiệm Vụ Bất Khả Thi                                                               | Trương Chí Hào                |                 |
| 2004 | 錯體姻緣 /Cho Tai Yan Yuan /Thố Thê Nhân Duyên                                                                           | Cao Địch                      |                 |
| 2004 | 精裝追女仔 /Love Is a Many Stupid Thing/ Đam Mê Tình Ái                                                                  | Ghost                         | Khách mời       |
| 2006 | 淺藍深藍 / In the Blue                                                                                                   |                               | Khách mời       |
| 2007 | 四大金釵 / Si Da Jin Chai                                                                                                |                               | Khách mời       |
| 2007 | 母夜叉孙二娘 / Gangster Inn / Mẫu Dạ Xoa Tôn Nhị Nương                                                                   | Trương Thanh                  |                 |
| 2008 | 一個好爸爸 / Run Papa Run/ Cha tôi là Gangster                                                                           | Đại Nhãn (Mắt Bự)             | Khách mời       |
| 2010 | 大玩家 / Super Player | Cao thủ võ lâm                | Khách mời       |
| 2012 | 聊齋狐仙/ Fox Fairy / Liêu Trai Hồ Tiên                                                                                  | Lữ Trí                        |                 |
| 2012 | 關於愛情和那些魔鬼 / Just Try Me                                                                                         | Bác sĩ                        |                 |
| 2013 | 小心没有影子的人 / Be Careful of No Shadow Man                                                                           |                               |                 |
| 2013 | 光輝歲月 /7 Assassins/ 7 Sát Thủ (Năm Tháng Huy Hoàng)                                                                   | Trần Mộ Bạch                  | Khách mời       |
| 2014 | 玄武迷蹤之連環鬥 / Desperado/ Kẻ Liều Mạng Tuyệt Vọng                                                                    |                               |                 |
| 2014 | 生命的禮物 / The Gift of the Life / Món Quà Của Cuộc Sống                                                                |                               |                 |
| 2016 | 惡靈之門 / The Apparition/ Ác Linh Chi Môn                                                                               | Trạch Điền                    |                 |
| 2018 | 古墓兽影 / Phantom from the Deep / Kẻ Trộm Mộ                                                                            | Trác Kiện Lương               |                 |
| 2022 | 楼兰古卷之沙海魔窟 / The Ancient City of Loulan                                                                          | Trần Tiêu                     | Phim chiếu mạng |

### Truyền hình

#### ATV
- Hồ Hải Song Hiệp (1980) (On The Waterfront) ... Tiểu Đức Xương
- Đại Nội Quần Anh (1980) (Dynasty) ... Hoàng Cửu Tử (Doãn Đường)
- Phong Trần Lệ (1980) ... Ngô Thế Phàm
- Tứ Khẩu Chi Gia (1980) ... Vi Tử Dương
- Nữ Oa Hành Động (1981) (Newark File) ... Minh Tử
- Du Hiệp Trương Tam Phong (1981) ... Tấn Vương
- Khi IQ trưởng thành (1981) (IQ Cheng Shou Shi) ... Cố Diệu Huy
- Võ Hiệp Đế Nữ Hoa (1981) (Princess Cheung Ping) ... Tả Vân Linh
- 24 Hương Vị Ngọt Ngào (1981) (Agency 24) ... Lý Nhất Nam (Yor)
- Tôi Muốn Bay Cao (1981) (I Want To Fly)
- Hoàng Phi Hồng Tân Truyện (1995) (Wong Fei Hung Series) ... Lương Khoan (Từ Khắc đạo diễn)
- Binh Pháp Tôn Tử (1997)  ... Tôn Tẩn
- Bí Mật Tường Hạt Phủ (1997) (The Immortal Fugitive) ... Hoa Quang

#### TVB
- Ân Oán Giang Hồ (1988) (Nghĩa Bạc Vân Thiên) ... Châu Vĩnh
- Thời Đại Phụ Tử Mới (1994) (Love Cycle) ... Lý Thế Dân

#### Đài Loan
- Ngạo Khiếu Giang Hồ (1985) ... Kim Tiểu Hoán
- Hiệp Khách Hành (1985) (Ode to Gallantry) ... Thạch Trung Ngọc / Tiểu Cẩu Tử
- Phong Diệp Minh (1985) (Maple Leaf Saga) ... Long Phi
- Phượng Hoàng Lửa( (1986) (Fire Phoenix) ... Bất Tường
- Vòng Tròn Huynh Đệ (1987) ... Đinh Trung Nghĩa
- Lục Tiểu Phụng (2001) (Master Swordsman Lu Xiaofeng) ... Sa Man

#### Trung Quốc Đại Lục
- Thư Tình (1999)  ... Nghiêm Xuân Sanh
- Hào Giang Hữu Tình (1999) ... Cổ Lực Cường
- Vương Sùng Hoán Truyền Kỳ (1999) ... Vương Sùng Hoán
- Sinh Mệnh Đào Vong (2001)
- Đại Túy Hiệp (2002) ... Sở Mặc Tâm
- Thiên Hạ Kỳ Mưu (2004) ... Đồng Vân Khai
- Nhất Giang Xuân Thủy (2005) ... Ngụy Gia Bảo
- Hoàng Phi Hồng & Ngũ Đại Đệ Tử (2006) ... Lương Khoan
- Thần Nữ Hồ Chi Mặc Tiên (2012) ... Tất Điêu Liệt
- In Love (2013) ... Lam Khải Minh
- Hồng Môn Huynh Đệ (2013) ... Thôi Dương

### Sản xuất & Biên kịch
- Khoái Tiên (2016) (The Curse of Chopsticks)

## Các đĩa hát đã phát hành

### Các album
| Album | Tựa đề                              | Ngôn ngữ         | Năm phát hành     | Hãng đĩa                   |
| ----- | ----------------------------------- | ---------------- | ----------------- | -------------------------- |
| Thứ 1 | 半个情人 (Một Nửa Tình Nhân)        | Tiếng Phổ Thông  | Tháng 01 năm 1992 | Coden Records              |
| Thứ 2 | 還是愛妳 (Vẫn Còn Yêu Em)           | Tiếng Quảng Đông | 1993              | Music Impact Entertainment |
| Thứ 3 | 與你相逢 (Tương Phùng Cùng Em)      | Tiếng Phổ Thông  | 1994              | Golden Point Records       |
| Thứ 4 | 牽絆一生的愛 (Tình Yêu Một Đời)     | Tiếng Phổ Thông  | 1994              | Golden Point Records       |
| Thứ 5 | 你在九月离开 (Em Ra Đi Vào Tháng 9) | Tiếng Phổ Thông  | Tháng 9 năm 1995  | Coden Records              |

### Các đĩa đơn
- 有一天 (One day) ːphát hành 2017
- 雨傘 (Umbrella)  ːphát hành 2017
- 多謝 (Thank you)  ːphát hành 2023 dưới dạng đĩa EP

### Nhạc phim
- 人之初 (Nhân Chi Sơ)：Bài hát chủ đề phim "Thời Đại Phụ Tử Mới" (phim truyền hình TVB)
- 我走了 (Tôi đi rồi) ：Bài hát phụ phim "Thời Đại Phụ Tử Mới" (phim truyền hình TVB)

## Giải thưởng và đề cử
| Năm  | Giải thưởng                               | Hạng mục                          | Vai diễn                                                           | Kết quả   | Tham khảo   |
| ---- | ----------------------------------------- | --------------------------------- | ------------------------------------------------------------------ | --------- | ----------- |
| 1984 | Giải Thưởng Điện Ảnh Hồng Kông lần thứ 3  | Nam Diễn Viên Mới Xuất Sắc Nhất   | Doãn Thiên Thù trong phim "Võ Lâm Thánh Hỏa Thánh"                 | Đoạt giải | [ 5 ]       |
| 1987 | Giải Thưởng Kim Mã Đài Loan lần thứ 24    | Nam diễn viên chính xuất sắc nhất | Lưu Lai Hỷ trong phim "Người Thái Giám Cuối Cùng"                  | Đề cử     |             |
| 1989 | Giải Thưởng Điện Ảnh Hồng Kông lần thứ 8  | Nam diễn viên chính xuất sắc nhất | Lưu Lai Hỷ trong phim "Người Thái Giám Cuối Cùng"                  | Đề cử     |             |
| 1992 | Giải Thưởng Điện Ảnh Hồng Kông lần thứ 11 | Nam diễn viên phụ xuất sắc nhất   | Lương Khoan trong phim "Hoàng Phi Hồng II: Nam nhi đương tự cường" | Đề cử     | [ 5 ] [ 8 ] |
| 1992 | Giải Thưởng Kim Mã Đài Loan lần thứ 29    | Nam diễn viên phụ xuất sắc nhất   | Lương Khoan trong phim "Hoàng Phi Hồng II: Nam nhi đương tự cường" | Đoạt giải | [ 5 ] [ 8 ] |